# Konvent 27 (Quedlinburg)

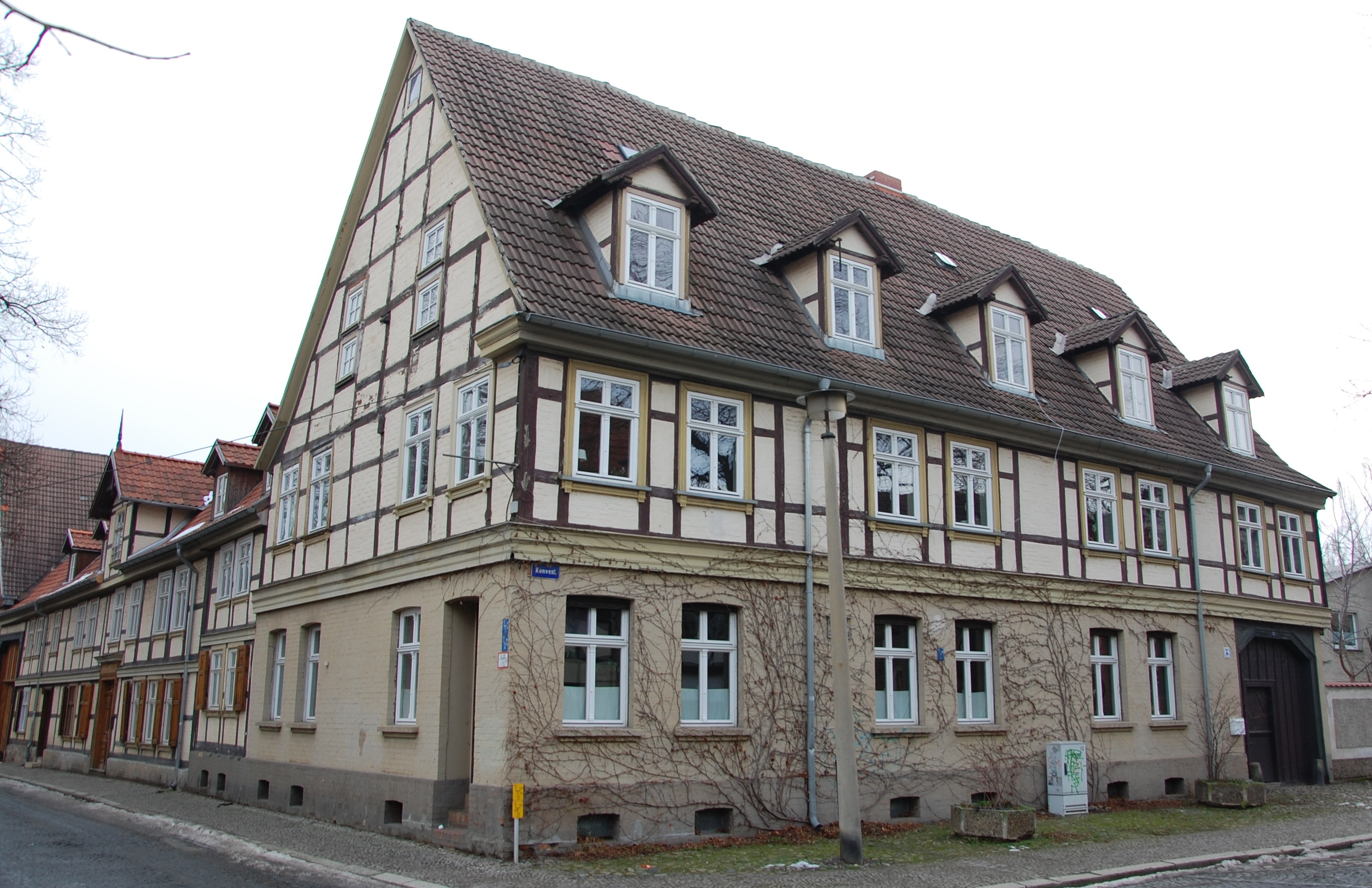
Haus Konvent 27

Konvent 27, auch als Hof zum Blauen Stern bezeichnet, ist ein denkmalgeschützter Hofkomplex in der Stadt Quedlinburg in Sachsen-Anhalt.

## Lage
Der Hofkomplex befindet sich in der historischen Quedlinburger Neustadt auf der Ostseite der Straße Konvent auf der Südseite der Kreuzung mit der Straße Kaplanei und ist im Quedlinburger Denkmalverzeichnis als Ackerbürgerhof eingetragen. Südlich des Hauses befand sich das mit einer Schwarzen Küche versehene, um 1970 jedoch abgerissene Haus Konvent 28.

## Architektur und Geschichte
Die in Fachwerkbauweise errichteten Gebäude des Hofs stammen zum größten Teil aus dem 18. Jahrhundert, wurden jedoch in späterer Zeit zum Teil umgebaut. Das zum Konvent hin befindliche Wohnhaus weist in seinen Gefachen Reste von Zierausmauerungen auf. Darüber hinaus besteht eine bemerkenswerte Toranlage. Zum Hof gehört eine möglicherweise bereits aus dem 17. Jahrhundert stammende, ebenfalls als Fachwerkbau errichtete Scheune mit einer Verschwertung. Zwei weitere auf dem Hof befindliche Gebäude entstanden in der Zeit um 1800. Die freie Hoffläche umfasst einen Bereich von etwa 350 m².
Das Anwesen dient heute Wohnzwecken. Darüber hinaus besteht auch eine Nutzung als Ferienwohnung.

## Einzelnachweis
1. ↑  Hans Hartmut Schauer, Quedlinburg, Fachwerkstadt, Weltkulturerbe, Verlag Bauwesen Berlin 1999, ISBN 3-345-00676-6, Seite 41

Koordinaten: 51° 47′ 19,2″ N, 11° 9′ 0,4″ O